# Dąbrówka (powiat rawicki)
Dąbrówka – osada w Polsce położona w województwie wielkopolskim, w powiecie rawickim, w gminie Rawicz. 
Na terenie wsi znajduje się neorenesansowy dwór oraz gospodarstwo rolne (dawniej należące do Stadniny Koni Żołędnica, a od 1993 roku do Hodowli Zarodowej Zwierząt "Żołędnica") należące obecnie do osób prywatnych. We wsi znajdują się także dawne zakładowe bloki, z własnymi kotłowniami. 
Przez miejscowość przebiega droga krajowa nr 5 z wysepkami i sygnalizatorami świetlnymi. 
W latach 1975–1998 miejscowość należała administracyjnie do województwa leszczyńskiego.